# ريجينيراساو، بياوي
ريجينيراساو، بياوي بلدية في ولاية بياوي في المنطقة الشمالية الشرقية من البرازيل.